# Lozan (Špišić Bukovica)
Lozan est un village de la municipalité de Špišić Bukovica (Comitat de Virovitica-Podravina) en Croatie. Au recensement de 2001, le village comptait 562 habitants.